# تاتسویا شیرای
تاتسویا شیرای (ژاپنی: 白井 達也؛ زادهٔ ۲۵ آوریل ۱۹۹۷) یک بازیکن فوتبال اهل ژاپن است.
از باشگاه‌هایی که در آن بازی کرده‌است می‌توان به باشگاه فوتبال ساگامیهارا اشاره کرد.